# Saint-Jeoire
Saint-Jeoire ist eine französische Gemeinde im Département Haute-Savoie in der Region Auvergne-Rhône-Alpes. Um Verwechslungen mit Saint-Jeoire-Prieuré zu vermeiden, wird oft auch der Name Saint-Jeoire-en-Faucigny verwendet, der jedoch seit 1860 nicht mehr offiziell ist. Saint-Jeoire gehört zum Kanton Bonneville im Arrondissement Bonneville.

## Geographie
Saint-Jeoire liegt auf 580 m, etwa 25 Kilometer ostsüdöstlich der Stadt Genf (Luftlinie). Das Dorf erstreckt sich im Faucigny, in einer breiten Talebene im Vallée du Risse, zwischen den Gipfeln des Môle im Süden und der Pointe des Brasses im Norden, in den Savoyer Alpen.
Die Fläche des 22,75 km² großen Gemeindegebiets umfasst einen Abschnitt des Vallée du Risse. Hauptsiedlungsgebiet ist die Talebene von Saint-Jeoire, die sich nach Westen zum Tal des Foron öffnet. Im östlichen Teil wird diese Talmulde von Norden nach Süden vom Risse durchflossen, einem Seitenfluss des Giffre im Einzugsgebiet der Arve. Gegen Süden erstreckt sich das Gemeindeareal über einen dicht bewaldeten Hang bis auf den Gipfel des Môle, auf dem mit 1863 m der höchste Punkt von Saint-Jeoire erreicht wird. Nach Norden reicht der Gemeindeboden in das Massif des Brasses (auf der Pointe des Brasses 1503 m) und in die Gorges du Risse unterhalb von Onnion. Die östliche Abgrenzung bildet die Montagne de l’Herbette.
Zu Saint-Jeoire gehören neben dem eigentlichen Zentrum verschiedene Dörfer und Weilersiedlungen, darunter: 
- Pouilly (638 m) am Aufstieg nach Onnion
- Montrenaz (580 m) am Nordfuß des Môle
- Cormand (580 m) am Nordostfuß des Môle
- Le Pont du Risse (520 m) an der Brücke über den Risse
- Aveyran (825 m) südwestlich an Onnion anschließend
- Jourdillets (800 m) südwestlich an Onnion anschließend

Nachbargemeinden von Saint-Jeoire sind Bogève und Onnion im Norden, Mieussy im Osten, Marignier, Ayse und Saint-Jean-de-Tholome im Süden sowie La Tour und Viuz-en-Sallaz im Westen.

## Geschichte
Verschiedene Funde (darunter ein Stein- und ein Bronzebeil) weisen auf eine Besiedlung des Gebietes von Saint-Jeoire in protohistorischer Zeit, im Neolithikum und während der Römerzeit hin. Eine Adelsfamilie von Saint-Jeoire erscheint 1185 erstmals in den Urkunden. Im Mittelalter gehörte Saint-Jeoire zum Gebiet der Herrschaft Faucigny. Als Teil der Dauphiné gelangte der Ort 1349 an Frankreich, wurde aber im Vertrag von Paris 1355 in einem Länderabtausch an die Grafen von Savoyen abgegeben. Danach teilte Saint-Jeoire das Schicksal Savoyens. Im Jahr 1565 erhielt Saint-Jeoire gewisse Freiheiten, unter anderem das Marktrecht. Im Krieg zwischen Genf und Savoyen wurden die Ortschaft und die Schlösser in der Umgebung in Mitleidenschaft gezogen.

## Sehenswürdigkeiten
Die Kirche Saint-Georges stammt ursprünglich aus dem 11. Jahrhundert. Sie wurde im 19. Jahrhundert im Stil der Neugotik neu erbaut. Von der alten Kirche ist nur noch der romanische Turm erhalten. Ebenfalls sehenswert sind die Kapellen Notre Dame du Bon Secours (aus dem 17. Jahrhundert) und Notre Dame de Bon Refuge. Von den profanen Bauwerken sind das Schloss Beauregard (ursprünglich aus dem 12. Jahrhundert), Reste des Herrschaftssitzes Turchon und das Hôtel de Ville (Rathaus), ein ehemaliges Herrschaftshaus von 1735, zu erwähnen.

## Bevölkerung
| Jahr                       | 1962 | 1968 | 1975 | 1982 | 1990 | 1999 | 2006 |
| Einwohner                  | 1773 | 1876 | 1865 | 1896 | 2209 | 2749 | 3080 |
| Quellen: Cassini und INSEE |      |      |      |      |      |      |      |

Mit 3423 Einwohnern (Stand 1. Januar 2022) gehört Saint-Jeoire zu den mittelgroßen Gemeinden des Département Haute-Savoie. Vor allem seit Beginn der 1980er Jahre wurde eine deutliche Bevölkerungszunahme verzeichnet. Außerhalb des alten Dorfkerns entstanden zahlreiche Einfamilienhausquartiere.

## Wirtschaft und Infrastruktur
Saint-Jeoire war lange Zeit ein vorwiegend durch die Landwirtschaft geprägtes Dorf. Heute gibt es verschiedene Betriebe des lokalen Klein- und Mittelgewerbes sowie Bau- und Handelsfirmen. Zahlreiche Erwerbstätige sind Wegpendler, die in den größeren Ortschaften der Umgebung, vor allem in Cluses, aber auch im Raum Genf-Annemasse, ihrer Arbeit nachgehen. In den letzten Jahrzehnten wurden die Hänge am Massif des Brasses (überwiegend auf dem Boden von Saint-Jeoire) durch Bergbahnen und Skilifte erschlossen.
Die Ortschaft ist verkehrsmäßig recht gut erschlossen. Sie liegt an der Straße D 907, die von Annemasse nach Taninges führt. Weitere Straßenverbindungen bestehen mit Cluses und Thonon-les-Bains. 

## Söhne und Töchter der Stadt
- Félix Meynet (* 1961), Comiczeichner